# Conus zelanicus
Conus zelanicus é uma espécie de gastrópode do gênero Conus, pertencente à família Conidae.